# ريوتا كوداما
ريوتا كوداما (باليابانية: 兒玉 澪王斗) (مواليد 24 أبريل 2002) هو لاعب كرة قدم ياباني.

## وصلات خارجية
- ريوتا كوداما على موقع رابطة كرة القدم اليابانية للمحترفين (اليابانية)
- ريوتا كوداما على موقع إي إس بي إن إف سي (الإنجليزية)
- ريوتا كوداما على موقع قاعدة بيانات كرة القدم.إي يو (الإنجليزية)
- ريوتا كوداما على موقع Soccerbase.com (لاعب) (الإنجليزية)
- ريوتا كوداما على موقع Soccerway.com (الإنجليزية)
- ريوتا كوداما على موقع عالم كرة القدم.نت (الإنجليزية)